# Hexhamshire Middle Quarter
Hexhamshire Middle Quarter var en civil parish 1866–1955 när det uppgick i Hexhamshire, i grevskapet Northumberland i England. Civil parish var belägen 6 km från Hexham och hade 226 invånare år 1951. Det inkluderade Dalton, Rawgreen och Whitley Chapel.